# Women for Afghan Women
Women for Afghan Women (zkratka WAW, česky Ženy pro afghánské ženy) je nevládní organizace, která usiluje o prosazování práv žen a dívek v Afghánistánu. Provozuje také útulky, kde poskytuje přístřeší ženám a dívkám, které ohrožuje násilí, často ze strany nejbližších příbuzných. V tradiční patriarchální afghánské společnosti bývá žena nahlížena jako majetek muže. Dochází k prodeji nevěst v dětském věku nebo „vraždám ze cti“ za cizoložství, ale i po znásilnění.
Hlavní sídla má WAW, která byla založena v dubnu 2001, v New Yorku a v Kábulu.

## Útulky WAW
WAW provozuje sedm ženských útulků ve velkých afghánských městech. Snaží se zde pomáhat např. ženám, které kvůli domácímu násilí uprchnou od svého manžela. Kdyby byly po útěku vráceny ke svému muži, mohlo by jim hrozit nové násilí, zmrzačení i smrt. Často jde ještě o dívky, neboť dochází k svatbám, při nichž je nevěstám i méně než 10 let. Legálně se však mohou vdávat až od 16 let, muži se mohou ženit v 18 letech.